# Psouqei DeZimra
Les psouqei DéZimra (en hébreu : פסוקי דזמרה, littéralement "les versets de chant") sont un ensemble de versets bibliques qui louent le Dieu créateur qui a choisi le peuple juif pour être le sien, qui l'a sorti d'Égypte, qui lui a donné la Terre d'Israël, etc. Ces louanges sont récités dans la deuxième partie de la prière de Sha'harit, et composent "le monde de la construction" (la prière de Sha'harit étant composée de quatre "mondes"). Ils sont précédés de "barou'h Chéamar", et suivis de "Ychtaba'h", bénédictions au Dieu créateur qui a créé des louanges pour le louer.

## Composition
Composés par la Grande Assemblée, les pessouqei dezimra comportent essentiellement les six derniers chapitres du livre des psaumes, c'est-à-dire les chapitres 145-150. Ils sont précédés tout d'abord par le chapitre 100 des psaumes, puis par un "mixe' de versets bibliques qui commence par quelques versets des Chroniques et la lecture d'une bénédiction qu'avait adressé David au Maître du monde. 
Ensuite, a lieu la lecture des deux derniers versets du quinzième chapitre de l'Exode, qui précède, aussi bien dans la Bible que dans la prière, la "chirat hayam", le cantique qu'avait récité les enfants d'Israël lors de la traversée de la Mer Rouge. À la fin de la chira, un des derniers versets est traduit en araméen, et après sa lecture viennent encore trois versets bibliques, puis "Ychtaba'h" rappelé plus haut.